# Juan Lladó
Juan Lladó Bausili (Igualada, 1918-Barcelona, 1956) fue un director y guionista de cine español. Asimismo dirigió obras de teatro y musicales.

## Biografía
Inició su actividad profesional como redactor de libretos para revistas musicales. Su actividad cinematográfica la llevó a cabo en IFI, la productora de Ignacio Iquino, en la que empezó como ayudante de dirección y guionista en 1947. Entre los guiones que escribió para Iquino destacan Noche sin cielo, Canción mortal, Aquel viejo molino y El tambor del Bruch, entre otros. Su carrera como director fue mucho menos prolífica debido a su prematura muerte. Su película más conocida es El difunto es un vivo (remake de la película homónima de 1941 de Ignacio F. Iquino), protagonizada por Paco Martínez Soria, Mary Santpere y José Sazatornil.
Paralelamente a su faceta cinematográfica, también desarrolló una importante actividad como letrista de canciones, muchas de las cuales no han quedado registradas a su nombre, ya que vendió los derechos de las mismas. También tradujo al castellano la novela de Graham Greene "Brighton Rock", con el título traducido "Brighton, parque de atracciones".
Era hermano del fotógrafo vanguardista (y codirector de la película El campeón) José María Lladó Bausili, y tío del arquitecto, escritor i activista Carles Lladó Badia.

## Filmografía completa
| (como guionista) - 1946: Aquel viejo molino - 1946: Borrasca de celos - 1947: El ángel gris - 1947: Noche sin cielo - 1947: Sinfonía del hogar - 1948: Canción mortal - 1948: El tambor del Bruch - 1948: La casa de las sonrisas - 1949: En un rincón de España - 1950: Brigada criminal - 1950: La familia Vila - 1952: Almas en peligro - 1952: Persecución en Madrid - 1953: Fantasía española - 1953: Fuego en la sangre - 1953: La danza del corazón - 1953: La hija del mar - 1954: Los gamberros - 1955: El ceniciento - 1955: El golfo que vio una estrella - 1956: El difunto es un vivo | (como director) - 1954: Los gamberros - 1954: La canción del penal - 1955: El ceniciento - 1956: El difunto es un vivo |